# Gornje Mokrice
Gornje Mokrice is een plaats in de gemeente Petrinja in de Kroatische provincie Sisak-Moslavina. De plaats telt 102 inwoners (2001).